# Катрин Пар
Катрин Пар (на английски: Catherine Parr, алтернативен правопис Katherine, Katheryn или Katharine) е английска кралица, шестата и последна съпруга (1543 – 1547) на английския крал Хенри VIII. След смъртта му, Катрин става настойник на доведената си дъщеря, бъдещата кралица Елизабет I.

## Произход и ранни години (ок. 1512 – 1526)
Катрин Пар е родена около 1512 г. Тя е първо дете в семейството на сър Томас Пар и лейди Мод Грийн. Месторождението ѝ също не е ясно. Би могло да е родена в бащиния ѝ замък Кендал в графство Уестморленд, или в Лондон, където семейство Пар има дом в района Блекфрайърс.
Детството ѝ преминава в замъка Кендъл, който е владение на рода ѝ от XIV век. След като баща ѝ умира през 1517 г., Катрин е изпратена да живее при чичо си сър Уилям Пар в Нортхамптъншър. Там тя получава добро образование, изучава чужди езици и философия, въпреки че тези науки не влизат в „учебната програма“ на знатните дами от XVI век.

## Брак с лорд Едуард Боро (1526 – 1529)
Младата дама е дадена за съпруга когато е на 14 или 15-годишна възраст на 60-годишния лорд Едуард Боро. Сватбата се състои през 1526 г. Семейният ѝ живот е щастлив, въпреки че Катрин е почти два пъти по-малка от децата на своя съпруг. През 1529 г. съпругът ѝ умира и тя остава вдовица.

## Втори брак с Джон Невил, лорд Латимър (1530 – 1543)
В 1530 г. младата вдовица получава ново предложение да встъпи в брак. То идва от Джон Невил, лорд Латимър, който е също вдовец. Приемайки това предложение, лейди Картин се премества да живее при мъжа си в Снейп-Касъл. Отново се оказва в ролята на мащеха – Латимър има дъщеря Маргарет от първия си брак.
През втората половина на 30-те години на XVI век, семейството ѝ е чест гост на двора на крал Хенри VIII, който се отнася към двойката дружелюбно.
След убийството на своята пета жена – Катрин Хауърд – Хенри VIII все повече обръща внимание на умната и приветлива лейди Катрин. Лорд Латимър в това време вече е тежко болен и не му остават надежди за оздравяване. Когато той умира през 1543 г., кралят започва настойчиво за ухажва лейди Катрин Латимър.

## Трети брак и кралица на Англия (1543 – 1547)
На 12 юли 1543 г. се състои венчавката с Хенри VIII. От първите дни на своя съвместен живот с Хенри, Катрин се старае да му създаде условия на нормален семеен живот. С нейното особено благоразположение се ползва принцеса Елизабет, дъщерята на убитата Ан Болейн.
Между мащехата и доведената дъщеря се завързва крепка дружба – те водят активна кореспонденция и често си устройват философски беседи. С другата дъщеря на Хенри, принцеса Мери, няма така близки отношения. Причината е в религиозната нетърпимост на католичката Мери към протестантката Катрин. Катрин успява да привлече на своя страна и принц Едуард, въпреки че той първоначално не усеща привързаност към мащехата си.
В периода 1545 – 1546 г. здравето на краля дотолкова се влошава, че той не може да взема решения по държавните проблеми. Освен това мнителността и подозрителността на краля започват да придобиват заплашителен характер. Кралят на няколко пъти взема решение Катрин да бъде арестувана, но после се отказва от тази стъпка. Причината за кралската немилост е, в основата си, радикалното протестантство на Катрин, която е увлечена от идеите на лутеранството.
На 28 януари 1547 г., в два часа през нощта, Хенри VIII умира.

## Лейди Сиймур – четвърти брак (1547 – 1548)
През май същата година вдовицата Катрин се омъжва за Томас Сиймур, родният брат на друга от жените на Хенри – Джейн Сиймур.
Томас Сиймур е далновиден човек и прави предложение за брак на Катрин, воден от идеята да стане съпруг на овдовялата кралица. Надеждите му не се оправдават. Освен това дъщерите на Хенри – принцесите Елизабет и Мери, се отнасят към брака с несъгласие. Едуард от своя страна, напротив, изразява своето възхищение, че неговият любим вуйчо и не по-малко любима мащеха са създали семейство.
Семейният живот на лорд Сиймур и бившата кралица не е щастлив. Вече стара и увяхваща, тя ревнува своя привлекателен съпруг от всички млади красавици. Има версия, според която младата принцеса Елизабет е влюбена в Томас Сиймур, а последният ѝ отвръщал с взаимност. Това предположение няма сериозни потвърждения.
Катрин забременява и Томас Сиймур отново се превръща в предан съпруг. В края на август 1548 г. тя ражда дъщеря.
Катрин умира на 5 септември 1548 г., малко след раждането на единственото си дете. Със смъртта си при раждане, Катрин споделя съдбата на много жени от своето време.